# 霍氏缟灵猫
霍氏缟灵猫（学名：Diplogale hosei）也称霍氏缟狸，是灵猫科缟狸亚科的一种，为霍氏缟灵猫属中唯一的一种，仅分布于加里曼丹岛北部地区。